# Georges Desmoulins
Pour les articles homonymes, voir Desmoulins.
Georges Jules Marie Desmoulins, né le 15 août 1879 dans le 13e arrondissement de Paris et mort le 29 mars 1959 dans le 14e arrondissement de Paris, est un acteur de théâtre et de cinéma français.

## Biographie
Il épouse la comédienne Gabrielle Rosny, le 31 décembre 1904 à Paris 14e avec qui il a un fils Jean, né le 14 octobre 1905 et décédé le 8 novembre 1993. Ils élèveront tous deux leur petite-fille Catherine Desmoulins-Rosny.

## Cinéma

### Courts métrages
- 1910 : La Puissance du souvenir (ou Le Monstre) d'Albert Capellani
- 1910 : Athalie d'Albert Capellani
- 1910 : La Bouteille de lait d'Albert Capellani
- 1910 : La Vengeance de la morte (ou Le Portrait) d'Albert Capellani -
- 1910 : Werther d'Henri Pouctal
- 1911 : Les Fiancés de Colombine de Georges Denola
- 1912 : L'Image de la morte

### Longs métrages
- 1922 : Ziska, la danseuse espionne, film en 3 époques d'Henri Andréani d'après le roman de Maurice Nadaud : Maître Focart
- 1936 : L'Empreinte rouge de Maurice de Canonge
- 1949 : Dernière Heure, édition spéciale de Maurice de Canonge

## Théâtre
- 1911 : L'Homme qui a vu le diable de Gaston Leroux, théâtre du Grand-Guignol
- 1913 : Rachel de Gustave Grillet, Théâtre de l'Odéon
- 1913 : Le Croissant noir de Jean Lallier, théâtre du Grand-Guignol
- 1913 : S.O.S. de Charles Muller et Maurice Level, théâtre du Grand-Guignol
- 1913 : Troïlus et Cressida de Shakespeare, mise en scène André Antoine, Théâtre de l'Odéon
- 1914 : Le Bourgeois aux champs d'Eugène Brieux, Théâtre de l'Odéon
- 1919 : L'Arlésienne d'Alphonse Daudet, Théâtre de l'Odéon : Balthazar
- 1919 : Le conte d'avril d'Auguste Dorchain, Théâtre de l'Odéon : le Duc d'Orsino
- 1919 : Le mariage de Figaro de Beaumarchais, Théâtre de l'Odéon : le Comte Almaviva
- 1919 : La pupille de Fagan, Théâtre de l'Odéon : Ariste
- 1920 : Britannicus de Racine, Théâtre de l'Odéon : Burrhus
- 1920 : Les Bonaparte de Léo Larguier, Théâtre de l'Odéon
- 1920 : Le grillon du foyer d'après Charles Dickens, Théâtre de l'Odéon : John Perrybingle
- 1920 : Le Cid de Corneille, Théâtre de l'Odéon : Don Fernand
- 1920 : Carmosine d'Alfred de Musset, Théâtre de l'Odéon : le Roi
- 1920 : M. Dassoucy de Georges Berr, Théâtre de l'Odéon : Molière
- 1920 : Andromaque de Racine, Théâtre de l'Odéon : Pyrrhus
- 1921 : Louis XI curieux homme de Paul Fort, Théâtre de l'Odéon : Edouard IV
- 1922 : Les Misérables de Victor Hugo, mise en scène Paul Meurice et Charles Hugo, Théâtre de l'Odéon : Jean Valjean
- 1922 : Molière de Henry Dupuy-Mazuel et Jean-José Frappa, mise en scène Firmin Gémier, Théâtre de l'Odéon
- 1923 : La Couronne de carton de Jean Sarment, Théâtre de l'Odéon
- 1932 : Le Grillon du Foyer d'après le conte de Charles Dickens, Théâtre des Ternes : John
- 1934 : Jeanne d'Arc de Saint-Georges de Bouhélier, Théâtre de l'Odéon